# Annu Rani
Annu Rani (ur. 29 sierpnia 1992 w Meerut) – indyjska lekkoatletka specjalizująca się w rzucie oszczepem, olimpijka (2021, 2024).
Brązowa medalistka igrzysk azjatyckich (2014) oraz mistrzostw Azji (2017).
Wielokrotna mistrzyni Indii.
Rekord życiowy: 63,82 (8 maja 2022, Jamshedpur) – rekord Indii.
W 2025 roku została uhonorowana nagrodą Arjuna Award.

## Osiągnięcia
| Rok  | Impreza                    | Miejsce     | Lokata            | Wynik |
| ---- | -------------------------- | ----------- | ----------------- | ----- |
| 2013 | Mistrzostwa Azji           | Pune        | 7. miejsce        | 52,29 |
| 2014 | Igrzyska Wspólnoty Narodów | Glasgow     | 8. miejsce        | 56,37 |
| 2014 | Igrzyska azjatyckie        | Inczon      | 3. miejsce        | 59,53 |
| 2015 | Mistrzostwa Azji           | Wuhan       | 5. miejsce        | 51,26 |
| 2017 | Mistrzostwa Azji           | Bhubaneswar | 3. miejsce        | 57,32 |
| 2017 | Mistrzostwa świata         | Londyn      | el. – 20. miejsce | 59,93 |
| 2018 | Igrzyska azjatyckie        | Dżakarta    | 8. miejsce        | 53,93 |
| 2019 | Mistrzostwa Azji           | Doha        | 2. miejsce        | 60,21 |
| 2019 | Mistrzostwa świata         | Doha        | 8. miejsce        | 61,12 |
| 2021 | Igrzyska olimpijskie       | Tokio       | el. – 29. miejsce | 54,04 |
| 2022 | Mistrzostwa świata         | Eugene      | 7. miejsce        | 61,12 |
| 2022 | Igrzyska Wspólnoty Narodów | Birmingham  | 3. miejsce        | 60,00 |
| 2023 | Mistrzostwa Azji           | Bangkok     | 4. miejsce        | 59,10 |
| 2023 | Mistrzostwa świata         | Budapeszt   | el. – 19. miejsce | 57,05 |
| 2023 | Igrzyska azjatyckie        | Hangzhou    | 1. miejsce        | 62,92 |
| 2024 | Igrzyska olimpijskie       | Paryż       | el. – 29. miejsce | 55,81 |